# Крупп, Фридрих Альфред
Фридрих Альфред Крупп (нем. Friedrich Alfred Krupp; 17 февраля 1854, Эссен, Рейнская провинция — 22 ноября 1902 или 22 декабря 1902, Эссен, Пруссия) — немецкий предприниматель, сталепромышленник из династии Круппов.

## Биография
Крупп родился в Эссене, Германия. Его отцом был Альфред Крупп. В 1887 году Фридрих принял руководство отцовской компанией. Он женился на Маргарет Крупп (урождённая фон Энде). У них было две дочери — Берта и Барбара (в замужестве фон Вильмовски).
С 1893 по 1898 год был депутатом рейхстага и присоединился к фракции Свободно-консервативной партии.
Крупп любил итальянский остров Капри, где он ежегодно проживал по несколько месяцев, особенно зимой. Он останавливался в гостинице Quissiana и имел две яхты: «Майя» и «Пуританин». Его хобби была океанография. На Капри он познакомился с Феликсом Антоном Дорном и Иньяцио (Игнацио) Черио.
15 ноября 1902 года социал-демократическая газета «Форвертс» опубликовала статью, в которой сообщалось о гомосексуальной ориентации Фридриха Альфреда Круппа. Крупп якобы имел многочисленные связи с местными мальчиками и мужчинами и наиболее нежные чувства питал к Адольфо Скьяно, 18-летнему парикмахеру и музыканту-любителю. Неделю спустя, 22 ноября 1902 года, Крупп умер от кровоизлияния в мозг; по некоторым данным, он совершил самоубийство. В своей речи на похоронах Круппа кайзер Вильгельм II обвинил социал-демократических политиков в клевете по поводу сексуальной ориентации Круппа. Наследники Круппа подали иск против газеты «Форвертс», но вскоре отозвали его.